# Morten Reckweg
Morten Birck Reckweg (født 3. oktober 1988 i Grenaa) er en dansk tidligere cykelrytter, der kørte for UCI Continental cykelholdet Team GLS Pakke Shop. Morten Reckweg har gennem sin amatørkarriere (primært som ungdomsrytter) opnået mange flotte resultater. I 2006 slog han for alvor hul igennem til den mere professionelle scene ved at sejre i alle tre discipliner ved Danmarksmesterskaberne i landevejscykling; linjeløb, enkeltstart og holdløb.

## Karriere
Morten Reckweg begyndte at cykle i august 1999 , og allerede første år havde han succes og hev to sejre hjem til Hedehusene/Fløng Cykel Klub, hans daværende cykelhold. 
Han fortsatte med at cykle i 2000, hvor han fik en storsejr i Sjællandsmesterskaberne i landevejscykling (enkeltstart) og tog en fjerdeplads til Danmarksmesterskaberne i landevejscykling (enkeltstart). Han vandt også U6 Cycle Tour i Tidaholm, Sverige og kom hjem med en fjerdeplads ved St. Bededagsstævnet.
I 2001 skiftede Morten Reckweg klub til DCR Ballerup, hvor han blev til 2004. Samme år fik han tre sejre, to andenpladser og en tredjeplads. Sejrsrækken fortsatte i 2002, hvor han igen vandt cykelløbet i Tidaholm med en etapesejr og også fik en samlet sejr i Østfold 2 Dagers i Norge med to etapesejre. Det år blev han også udtaget til distriktsholdet. I 2003 gentog han successen fra Norge med tre etapesejre og fik en fjerdeplads i Tidaholm med to etapesejre. Derudover vandt han også Sjællandsmesterskaberne i landevejscykling (enkeltstart), fik en andenplads ved Danmarksmesterskaberne i landevejscykling (enkeltstart) og blev den mest vindende cykelrytter på point i DCU Sjælland i hans årgang. Det år blev han også udtaget til distriktsholdet.
I 2004 stoppede successen ikke med at vælte ned over Morten Reckweg: 8 sejre som ungdomsrytter det år; en andenplads ved Danmarksmesterskaberne i landevejscykling (enkeltstart); en sejr ved Sjællandsmesterskaberne i landevejscykling (linjeløb); endnu en tredjeplads i Tidaholm; en fjerdeplads ved ASVO Radjugendtour i Østrig; en sjetteplads og sejr i bjergkonkurrencen i juniorudgaven af det kendte endagsløb Omloop Het Volk, der holdes i Østflandern, Belgien; en ottendeplads i juniorudgaven af Paris-Roubaix i Frankrig; dertil udtagelse til distriktsholdet og vinder af præmierækken.
Efter megen succes som ungdomsrytter, tog Morten Reckweg skridtet videre som juniorrytter til klubben Team Festina Vejle. 2005 bød også på mange sejre: Han blev den samlede vinder af Bell Cup; han blev nr. 2 i præmierækken i DCU Jylland/Fyn; udtaget til distriktsholdet; etapesejre i både Liège – La Gleize og Keizer der Juniores og en tredjeplads ved Fredsløbet i Tjekkiet.
Det var i 2006, at Morten Reckweg for alvor slog igennem. Han vandt både SparNord-løbet med tre etapesejre, Youth Tour med to etapesejre, Kronborgløbet sejrede han også i, og så fik han en femteplads i Kalundborgløbet. Og så skete det utrolige, at han vandt Danmarksmesterskaberne i landevejscykling i alle tre discipliner: linjeløb, enkeltstart og holdløb. 
I 2007 skrev han så kontrakt med Team GLS Pakke Shop, hvor han stadigvæk (pr. 2008) kører. I 2007 fik han med holdet en andenplads ved Danmarksmesterskaberne i landevejscykling (holdløb).